# Maodo Malick Mbaye
Maodo Malick Mbaye (* 6. November 1995) ist ein senegalesischer Fußballspieler.

## Karriere
Mbaye begann seine Karriere bei Trento Calcio, wo er zuvor auch in den Jugendmannschaften gespielt hat. Bei der ersten Mannschaft kam er auf einen Einsatz, wurde dann 2013 vom Chievo Verona verpflichtet. Hier kam er am 4. Dezember 2013 zu seinem ersten Profieinsatz im Pokalspiel gegen Reggina Calcio, welches mit 4:1 gewonnen wurde. Sein erstes Ligaspiel in der Serie A bestritt er bei einem 1:1-Unentschieden gegen Inter Mailand, wo er spät eingewechselt wurde.